# Сказка о рыбаке и рыбке (мультфильм, 1950)
«Ска́зка о рыбаке́ и ры́бке» — советский цветной музыкальный рисованный мультипликационный фильм, который создал режиссёр Михаил Цехановский на студии «Союзмультфильм» в 1950 году. Экранизация одноимённой сказки (1833) А. С. Пушкина.

## Сюжет
Мультфильм начинается с пролога к поэме А. С. Пушкина «Руслан и Людмила», но в данном случае — начало именно этой сказки. В ней старик с женой живут у моря. Старик добывает пропитание рыбной ловлей, а старуха прядёт пряжу. 
Однажды в сети старика попадается необычная золотая рыбка, способная говорить человеческим языком. Она обещает любой выкуп и просит отпустить её в море, но старик отпускает рыбку, не прося за это награды. Вернувшись домой, он рассказывает жене о произошедшем. Она ругает его дурачиной и простофилей, а потом заставляет вернуться к морю, позвать золотую рыбку и попросить у неё хотя бы новое корыто вместо разбитого. У моря, которое «слегка разыгралось», старик зовёт рыбку, которая появляется и обещает исполнить его желание, говоря: «Не печалься, ступай себе с Богом».
После возвращения домой старик видит у жены новое корыто, в котором она стирала бельё. Но старуха выплеснула воду из корыта и приказала мужу, чтобы он попросил у рыбки новую избу. Рыбка выполнила и эту просьбу, но в новой крестьянской избе старухе не очень понравилось. Увидев проезжающую мимо дворянку на повозке, старуха кланяется ей, а после возвращения старика приказывает ему вернуться к золотой рыбке и попросить, чтобы та сделала её столбовой дворянкой.
После того, как рыбка удовлетворила третью просьбу старика, изба превратилась в терем. Там старуху переодевают в дорогую одежду, после чего одна из служанок подносит ей зеркальце, которое протёрла. Но старуха разбила его, потому что ей не понравилось собственное отражение. Когда служанка подобрала повреждённое зеркальце с пола, старуха ударила её по щеке. После этого она выходит на крыльцо терема, где её встречает старик. Но его жена приказала своим слугам отвести его на конюшню. Спустя две недели старик везёт свою жену на повозке, в которую запряжена тройка лошадей. Пастух кланяется проезжающей мимо него дворянке, а от колёс повозки брёвна прыгают на мосту.
Но старик не смог довезти старуху до нужного места назначения — дорогу ей попутно преградил один из царских конных стражников. От неожиданности старик резко остановил повозку, и её левое заднее колесо отвалилось (чего никто не заметил), а царь и его экипаж продолжили путь. Старуха кланяется проезжающему мимо царю, после чего супруги чихают от пыли.
От безумия старуха приказывает мужу вернуться к золотой рыбке и попросить, чтобы она сделала её царицей. Старик пытается отговорить свою жену от такого желания, но старуха, придя в ярость, ударила мужа (как и свою служанку) по щеке, и тому пришлось ехать обратно. По дороге брёвна слетают с моста, а пастух чихает от пыли. После того, как старухе помогли выйти из повозки, она пригрозила мужу, что если он не пойдёт к морю, его «поведут поневоле».
Как только рыбка исполнила четвёртую просьбу старика, терем сменился царским дворцом, где старуха, ставшая царицей, пирует, а вокруг её охраняют стражники. Старик, зайдя во дворец, кланяется своей жене в ноги, но она гневается. По её приказу бояре, дворяне и стражники прогоняют старика.
Под конец проходит ещё две недели, и старуха поднимается на верхний этаж дворца и смотрит с балкона на море, представляя себя морской владычицей, которой служит золотая рыбка. От безумия она посылает царедворцев за мужем. Те, отыскав старика, приводят его к жене, и та приказывает ему вернуться к рыбке и попросить, чтобы она сделала её «владычицей морскою», такой же, как и в мечтах.
На этот раз главный герой не посмел возразить своей жене, боясь последствий для себя. Он подошёл к штормящему морю и позвал золотую рыбку в пятый раз, но она не ответила на его последнюю просьбу. Когда буря утихает, рыбка уплывает в море. Не дождавшись ответа, старик возвращается домой и видит старуху, сидящую перед старой землянкой у старого разбитого корыта.
Мультфильм заканчивается кадрами с идущим по цепи котом из «Руслана и Людмилы».

## Создатели
- Режиссёр: Михаил Цехановский
- Сценарий: Михаила Вольпина
- Композитор: Юрий Левитин
- Эскизы декораций: Татьяны Мавриной
- Художники-постановщики: Пётр Репкин, Дмитрий Березовский
- Эскизы фонов: Валентины Нечаевой
- Ассистент режиссёра: Вера Цехановская
- Оператор: Михаил Друян
- Звукооператор: Николай Прилуцкий
- Монтажёр: Лидия Кякшт
- Ассистенты оператора: Н. Соколова, Екатерина Ризо
- Технические ассистенты: Нина Орлова, Вера Шилина
- Художники-мультипликаторы:
  - Александр Беляков
  - Ламис Бредис
  - Рената Миренкова
  - Елизавета Казанцева
  - Фёдор Хитрук
  - Николай Фёдоров
  - Татьяна Таранович
  - Роман Качанов
  - Роман Давыдов
- Художники по фонам:
  - Ольга Геммерлинг
  - Ирина Светлица
  - Вера Валерианова
  - Вера Роджеро
  - Константин Малышев
- В ролях:
  - Борис Чирков — старик
  - Анастасия Зуева — старуха
  - Мария Бабанова — золотая рыбка
  - Георгий Милляр — боярин
  - Владимир Готовцев — дворянин
- Текст читает: Владимир Грибков
- Дирижёр: Александр Гаук

Создатели приведены по титрам мультфильма.

## Мультфильмы по сказкам А. С. Пушкина
- 1950 — «Сказка о рыбаке и рыбке»
- 1951 — «Сказка о мёртвой царевне и о семи богатырях»
- 1967 — «Сказка о золотом петушке»
- 1973 — «Сказка о попе и о работнике его Балде»
- 1984 — «Сказка о царе Салтане»

## Награды
- 1951 — Премия «За лучший мультфильм» на VI Международном кинофестивале в Карловых Варах.[1]

## Переозвучка
В 2001 году мультфильм был отреставрирован и заново переозвучен компаниями ООО «Студия АС» и ООО «Детский сеанс 1». В новой версии была полностью заменена фонограмма, к переозвучиванию привлечены современные актёры, а в титрах заменены данные о звукорежиссёре и актёрах озвучивания. Переозвучка была крайне негативно воспринята как большинством телезрителей, так и членами профессионального сообщества. Качество реставрации изображения также иногда подвергается критике.

### Озвучивание
- Юльен Балмусов — старик
- Жанна Балашова — старуха
- Ирина Маликова — золотая рыбка
- Александр Котов — текст от автора
- Виталий Ованесов — 2-й боярин
- Владимир Конкин — 1-й боярин

## О мультфильме
Как и М. Пащенко, пережив в Ленинграде тяжёлые месяцы блокадной зимы, Цехановский к концу войны переехал в Москву и стал работать на студии «Союзмультфильм», где в 1950 году поставил ещё один фильм, по Пушкину, — «Сказка о рыбаке и рыбке». Для пролога фильма режиссёр использовал знаменитый сказочный пролог к пушкинской поэме «Руслан и Людмила» — с учёным котом, волшебным лесом и лешим. В фильме выразительно передана красота природы, величавость старинного быта. Картина получила премию «За лучший мультфильм» на Международном кинофестивале в Карловых Варах в 1951 году. О фильме с похвалой отозвался в своей «Истории киноискусства» Жорж Садуль.— Асенин С. В.